# Hylopetes
Hylopetes là một chi động vật có vú trong họ Sóc, bộ Gặm nhấm. Chi này được Thomas miêu tả năm 1908.

## Các loài
Chi này gồm các loài:
- Sóc bay đen trắng Hylopetes alboniger (Hodgson, 1836)
- Sóc bay Afgha Hylopetes baberi (Blyth, 1847)
- Sóc bay Bartel Hylopetes bartelsi Chasen, 1939
- Sóc bay má xám Hylopetes lepidus (Horsfield, 1823)
- Sóc bay Palawan Hylopetes nigripes (Thomas, 1893)
- Sóc bay Đông Dương Hylopetes phayrei (Blyth, 1859)
- Sóc bay Jentink Hylopetes platyurus (Jentink, 1890)
- Sóc bay Sipora Hylopetes sipora Chasen, 1940
- Sóc bay má đỏ Hylopetes spadiceus (Blyth, 1847)
- Sóc bay Sumatra Hylopetes winstoni (Sody, 1949)